# هالسي هال
هالسي هال (بالإنجليزية: Halsey Hall)‏ هو ضابط أمريكي، ولد في 23 مايو 1898، وتوفي في 30 ديسمبر 1977.

## وصلات خارجية
- هالسي هال على موقع جمعية أبحاث البيسبول الأمريكية (الإنجليزية)